# Kanadische Badmintonmeisterschaft 1976
Die Kanadische Badmintonmeisterschaft 1976 fand im Frühjahr 1976 in der Université de Moncton statt. Es war die 49. Auflage der nationalen kanadischen Titelkämpfe im Badminton.

## Titelträger
| Disziplin    | Sieger                                                  |
| ------------ | ------------------------------------------------------- |
| Herreneinzel | Bruce Rollick, BC                                       |
| Dameneinzel  | Wendy Clarkson, AB                                      |
| Herrendoppel | Channarong Ratanaseangsuang Raphi Kanchanaraphi, AB, ON |
| Damendoppel  | Jane Youngberg Sherri Boyse, BC, AB                     |
| Mixed        | Lucio Fabris Lillian Cozzarini, ON                      |